# Beinhaus (Commana)

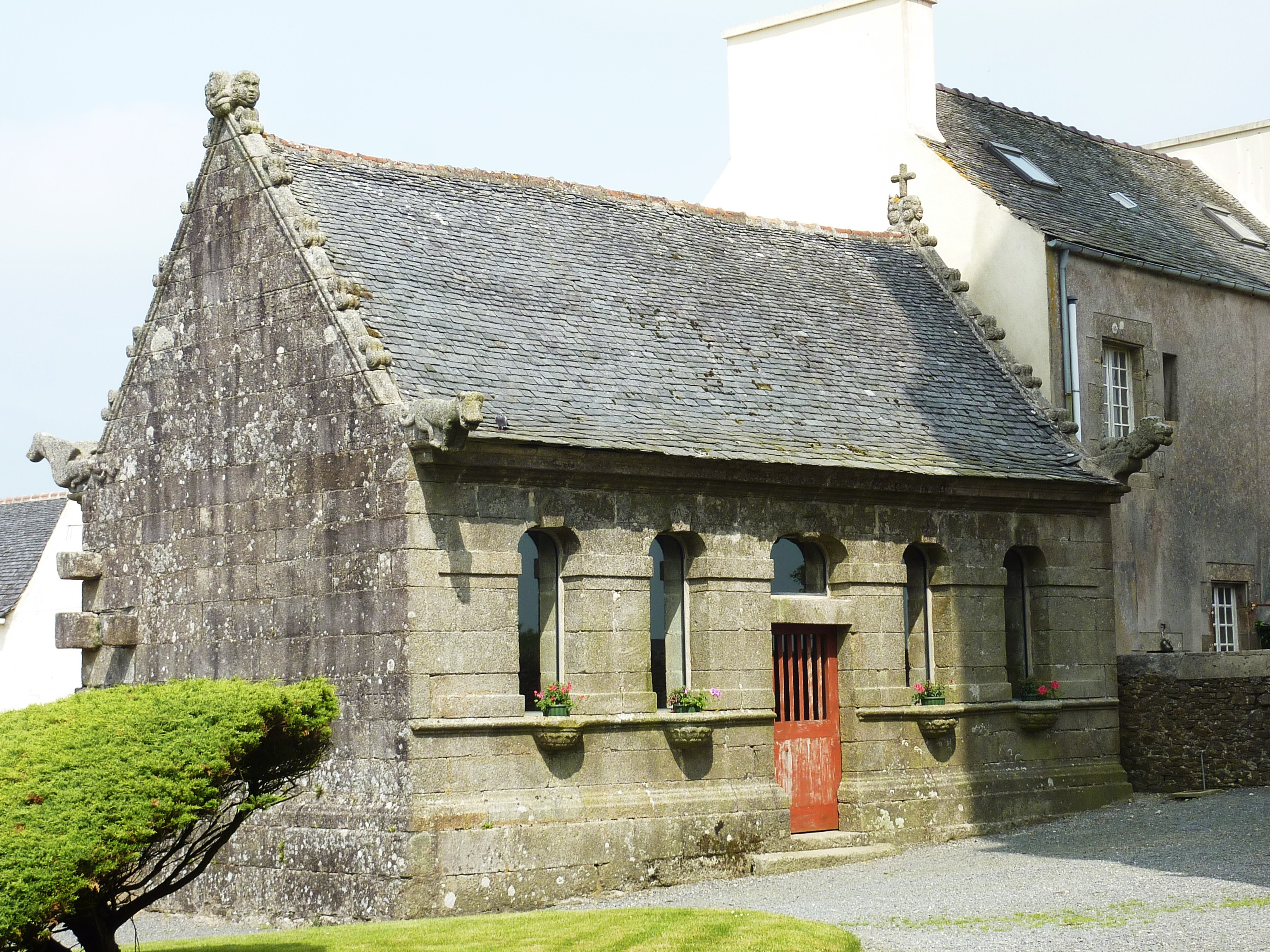
Beinhaus in Commana

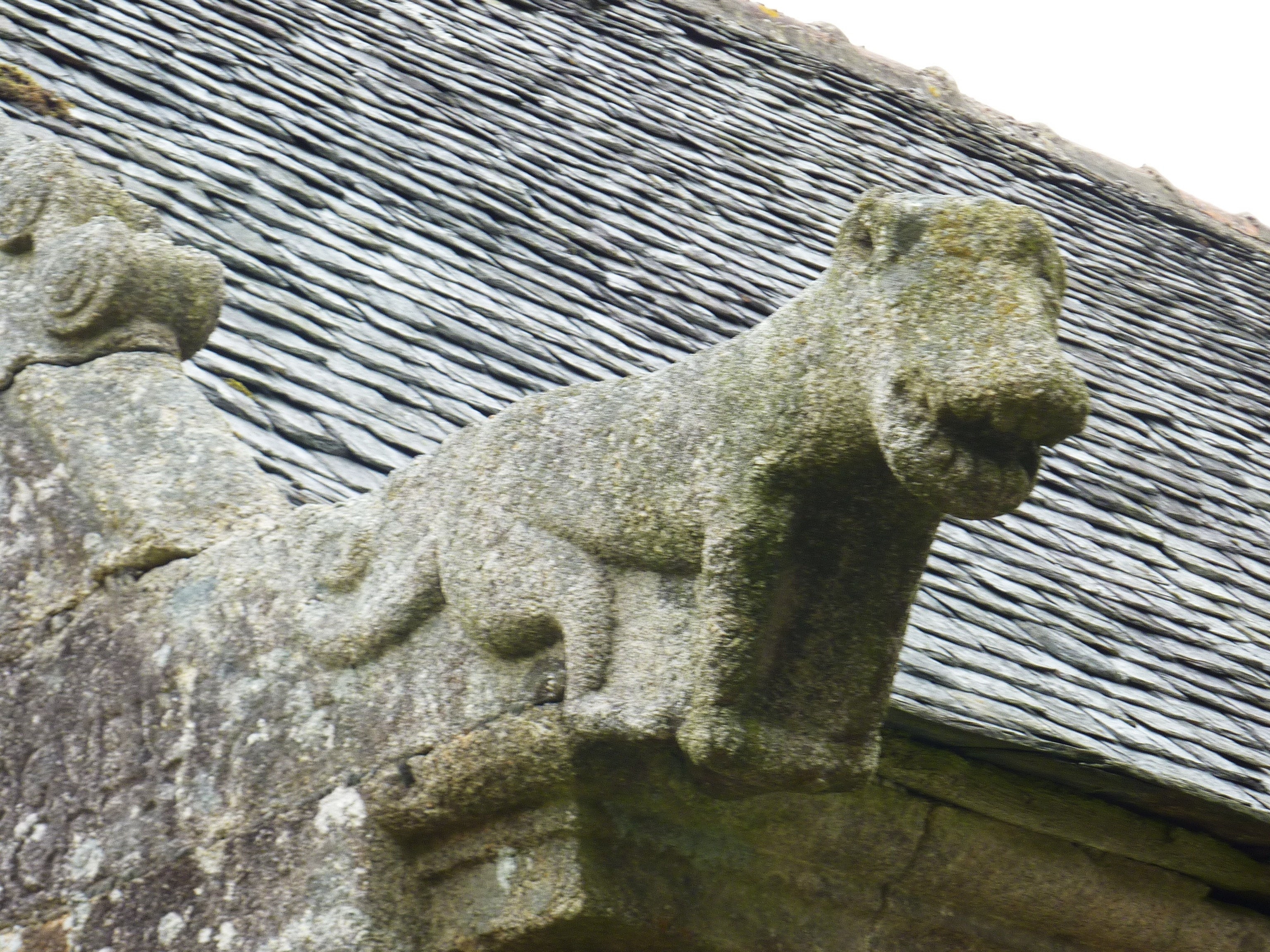
Wasserspeier

Das Beinhaus in Commana, einer französischen Gemeinde im Département Finistère in der Region Bretagne, wurde zwischen 1677 und 1687  errichtet. Im Jahr 1915 wurde das Beinhaus an der Place de l’Eglise als Teil des Umfriedeten Pfarrbezirks als Monument historique in die Liste der Baudenkmäler in Frankreich aufgenommen.
Das Gebäude aus heimischem Granit besitzt an der Südseite ein schmuckloses Portal und jeweils zwei Rundbogenfenster rechts und links des Eingangs. Unter allen Fenstern sind Weihwasserbecken in die Fassade integriert. Das Satteldach ist mit rechteckigen Steinplatten gedeckt und die Giebel sind mit Fabelwesen und einem Kreuz geschmückt.